# John Kotter
John Kotter (født 1947) er en amerikansk forfatter og professor ved Harvard Business School. John Kotter er især kendt for sine teorier om forandringsledelse, som han blandt andet har beskrevet i bogen Leading Change, Harvard Business School Press, 1996. Ifølge Kotter bør forandringsprocessen i en organisation inkludere 8 trin:
1. Skab forståelse for behovet for forandring.
2. Saml en gruppe af indflydelsesrige medarbejdere, som skal fungere som styrende koalition.
3. Skab en vision og en strategi for at opfylde visionen.
4. Kommuniker visionen ud til hver enkelt medarbejder.
5. Gør det muligt for medarbejderne at arbejde med visionen.
6. Skab kortsigtede sejre – og fejr dem.
7. Konsolider forandringen. Forandring afføder forandring.
8. Forankr forandringen i organisationskulturen.

Teorien er en videre udvikling af K. Levin's 3 trins forandringsmodel. 
Kurt Levin's 3 trins forandringsmodel:
1. Unfreeze
2. Change
3. Freeze